# Vindullus undulatus
Vindullus undulatus là một loài nhện trong họ Sparassidae.
Loài này thuộc chi Vindullus. Vindullus undulatus được miêu tả năm 2008 bởi Rheims & Peter Jäger.